# Prokop František Šedivý
Prokop František Šedivý (4. července 1764 Praha – asi 1810, Praha) byl český dramatik, buditel a herec.
O jeho životě je známo pouze tolik, že studoval na piaristické škole a že pravděpodobně zastával nějaký státní úřad. Účastnil se založení Boudy, kde působil jako herec.

## Dílo
Význam jeho díla spočívá především v tom, že se pokoušel (úspěšně) šířit češtinu mezi nejnižší vrstvy obyvatelstva. Jeho díla se z valné většiny nezachovala, známe pouze názvy děl. Většinou se jednalo pouze o upravené hry jiných autorů. Své divadelní hry psal pro Boudu. Byla to významná osoba národního obrození. Jeho román o Amazonkách z roku 1792 je považován za vůbec první novověké beletristické zpracování českého dávnověku (Sklenář, 2003).
Vlastní hry:
Psal frašky z Pražského lidového prostředí:
- Masné krámy aneb Sázení do loterie (1796)
- Pražští sládci aneb Kubíček dostane za vyučenou
- České amazonky – dílo dle české pověsti

#### Díla online
- ŠEDIVÝ, Prokop František. Pražsstj sládcy, anebo: Kubiček dostane za wyučenau. Praha: Kramerius, 1819. Dostupné online. Knižní vydání komedie se zpěvy Pražští sládci aneb Kubíček dostal za vyučenou, která měla premiéru v roce 1795. Její autor Prokop Šedivý se tak stal zakladatelem pražské lokální frašky..